# Le Secret des banquises
Le Secret des banquises is een Franse romantische filmkomedie uit 2016, geschreven en geregisseerd door Marie Madinier. De film ging op 9 juni in première op het festival du film de Cabourg.

## Verhaal
Het onderzoeksteam van professor Quignard doet onderzoek naar PPM, een immuniserend eiwit dat geproduceerd wordt door pinguïns. De jonge studente Christophine is een beetje onwennig en emotioneel en besluit om het genoom van de pinguïn in zich zelf te injecteren. Ze wil zodoende het proefkonijn van de professor worden om dichter bij hem te kunnen komen.

## Rolverdeling
| Acteur             | Personage    |
| ------------------ | ------------ |
| Guillaume Canet    | Quignard     |
| Charlotte Le Bon   | Christophine |
| Anne Le Ny         | Nadine       |
| Patrick d'Assumçao | Philippe     |
| Damien Chapelle    | Siegfried    |

## Productie
De filmopnamen voor de debuutfilm van Marie Madinier gingen van start op 7 april 2015 en duurden acht weken.